# Rákóczi tér (stanice metra v Budapešti)
Rákóczi tér je podzemní stanice na lince M4 budapešťského metra. Nachází se pod stejnojmenným náměstím Rákóczi tér v pešťském VIII. městském okruhu na třídě József körút, části Velkého okruhu Nagykörút v blízkosti místní tržnice (csarnok). Stejně jako náměstí nad stanicí nese název po uherském šlechtici Františku II. Rákóczim.
Stanice má dva výstupy, jeden eskalátorový směrem k Velkému okruhu, druhý se dvěma výtahy směrem k tržnici. Nad stanicí mezi vestibuly se nachází umělá vodní plocha.

## Technické údaje
- Délka stanice: 106 m
- Délka nástupišť: 80 m
- Plocha nástupišť: 950 m²
- Niveleta stanice: 23,0 m pod úrovní terénu (od temene kolejnice)
- Počet eskalátorů: 8
- Počet výtahů: 2
- Počet výstupů: 2
- Typ stanice: Jednolodní hloubená a ražená s nástupištěm uprostřed

Provoz ve stanici byl zahájen současně se zahájením provozu linky 28. března 2014.